# Come Over When You're Sober, Pt. 2
Come Over When You're Sober, Pt.2 (también llamado COWYS2) —en español: Ven cuando estés sobrio, Pt. 2—, es el segundo álbum de estudio del cantante y rapero estadounidense Lil Peep. El álbum se retrasó debido a la muerte de Lil Peep en noviembre de 2017, casi un año antes de que se publicara el álbum.
El 18 de octubre de 2018, el sencillo principal llamado "Cry Alone" fue lanzado junto con un vídeo musical que reveló la fecha de lanzamiento, la cual fue el 9 de noviembre de 2018.

## Acerca del álbum
Tras la muerte de Lil Peep, su sello discográfico y su familia comenzaron a hacer una copia de seguridad de su portátil, que incluía grabaciones de las sesiones de Come Over When You're Sober. El proyecto fue respaldado en la seda de First Access Entertainment en Londres, antes que su portátil secundaria fuera respaldada en una tienda de Apple por su madre Liza Womack.
Su productor Smokeasac reveló que Peep había hecho varias canciones inéditas que específicamente era para una posible secuela de su álbum debut, llamado Come Over When You're Sober, Pt.2. Después de la muerte de Peep, Smokeasac reveló en un tuit que él y Peep crearon "música hermosa" durante 2017 y que aún tiene música inédita de él.
En febrero de 2018, Smokeasac tuiteó una confirmación de que el álbum está llegando, pero se lanzará cuando sea "el momento adecuado". La fecha de lanzamiento del álbum se confirmó posteriormente para el 9 de noviembre de 2018.

## Lista de canciones
| N.º   | Título                  | Duración |  |
| 1.    | «Broken Smile (My All)» | 4:40     |  |
| 2.    | «Runaway»               | 3:12     |  |
| 3.    | «Sex with My Ex»        | 3:33     |  |
| 4.    | «Cry Alone»             | 2:47     |  |
| 5.    | «Leanin'»               | 3:26     |  |
| 6.    | «16 Lines»              | 4:04     |  |
| 7.    | «Life Is Beautiful»     | 3:27     |  |
| 8.    | «Hate Me»               | 3:00     |  |
| 9.    | «IDGAF»                 | 3:34     |  |
| 10.   | «White Girl»            | 3:21     |  |
| 11.   | «Fingers»               |          |  |
| 38:06 |                         |          |  |

| Deluxe edition bonus tracks |                                              |                 |          |  |
| N.º                         | Título                                       | Producer(s)     | Duración |  |
| 12.                         | «Falling Down» (con XXXTentacion)            | John Cunningham | 3:18     |  |
| 13.                         | «Sunlight on Your Skin"» (con iLoveMakonnen) | John Cunningham |          |  |